# M548
М548 — гусеничный транспортёр, созданный на базе бронетранспортёра M113 и производившийся корпорацией FMC на заводах в Сан-Хосе, Калифорния, и Чарльстоне, Западная Вирджиния.

## Конструкция
Его небольшой вес позволяет использовать для питания автомобиля сравнительно небольшой двигатель — двухтактный шестицилиндровый дизельный двигатель 6V53 Detroit с трёхступенчатой автоматической коробкой передач Allison TX-100-1, а также позволяет машине нести большую полезную нагрузку и быть перевозимым самолётами и вертолётами.
Трансмиссия состоит из передней звёздочки, пяти опорных катков и заднего натяжителя. Подвеска торсионная. Опорные катки не нужны из-за тугой и относительно лёгкой гусеницы. При движении по бездорожью водитель должен следить за постоянным натяжением гусеницы. Даже с вышедшим из строя торсионом М548 по-прежнему пригоден для эксплуатации. Мощность двигателя приводит в движение раздаточную коробку, генератор и охлаждение дифференциала/рулевого механизма. Раздаточная коробка может использоваться в качестве разделительной муфты при буксировке автомобиля и служит для снижения частоты вращения двигателя. Передача мощности между приводами осуществляется через гидротрансформатор с автоматической блокировочной муфтой.

## Варианты

### США
М548А1
Инвентарный номер НАТО (NSN): 2350–01–096–9356
Имеет те же улучшения, что и M113A2. Улучшенна подвеска и система охлаждения. Поступил на вооружение в 1982 году.
М548А2
М548А3
Инвентарный номер НАТО (NSN): 2350-01-369-6081
М1015
Модифицированный M548 для установки системы радиоэлектронной борьбы. Модификации включали установку системы питания мощностью 60 Вт, 400 Гц и драйвера заземляющего стержня. В состав системы РЭБ входили системы пеленгации AN/MLQ-24 TACJAM и AN/TSQ-138  Trailblazer.

### Швейцария
- Raupentransportwagen 68 (Rpe Trspw 68) M548 Munitionstransport (гусеничная транспортная машина 68, транспортёр боеприпасов M548).
- Raupentransportwagen 88 Model 88 (швейцарские военные номерные знаки от M+75829 до M+75882) поступили на вооружение в период с 1986 по 1988 год, всего 54 единицы. В отличие от предыдущей модели 68, модель 88 имеет «Flekentarnanstrich» («пятнистый камуфляжный рисунок»), а также улучшенный дизельный обогрев.
- Raupentransportwagen 68/05

М548 в основном использовался в качестве подвозчика боеприпасов в частях, оснащённых САУ М109. Также М548 использовали новобранцы школы механиков бронетехники и вооружения, а также танко-миномётной части 16/5. Обычная загрузка – десять поддонов по восемь штук 155-мм снарядов, включая заряды и детонаторы. Перемещение осуществляется с помощью электротельфера.

### Великобритания
Британская армия использовала M548 в качестве логистической поддержки 1-й бронетанковой дивизии Великобритании во время войны в Персидском заливе 1991 года.
M548 также использовался в качестве основы для ЗРК RCM 748 Rapier, первоначально предназначавшегося для иранской армии, но поставленного британской армии после того, как исламская революция привела к отмене заказа.
25 февраля 1991 года пара M548 с экипажем из Королевских инженеров-электриков и механиков поддерживала 16/5 Королевский уланский полк Королевы, которые обеспечивали разведку дивизии. Их атаковал иракский танк Тип 59. Один M548 был выведен из строя, и Тип 59 повторно атаковал второй M548, который открыл ответный огонь из стрелкового оружия. Два члена экипажа (сержант Даулинг и младший капрал Ф. Эванс) погибли.

## Операторы
- Аргентина:
- Австралия
- Бахрейн[8]
- Канада
- Чили
- Иран
- Ирак
- Израиль
- Италия
- Норвегия
- Португалия
- Саудовская Аравия
- Республика Корея
- Испания
- Швейцария
- Великобритания
- Украина[9]
- США
- Вьетнам

### Бывшие операторы
- Новая Зеландия